# 汉斯伯勒 (北达科他州)
汉斯伯勒（英語：Hansboro），是美国北达科他州下属的一座城市。根据2010年美国人口普查，该市有人口12人。